# Trzecia strona medalu
Trzecia strona medalu – dwugodzinna cotygodniowa audycja Programu Trzeciego Polskiego Radia podsumowująca wydarzenia sportowe minionego tygodnia. Emitowana w każdą niedzielę o 17:00. Audycję prowadzą i tworzą:  Tomasz Gorazdowski, Adam Malecki, Michał Olszański, Krzysztof Łoniewski..